# Нагорье гигантских кратеров
Наго́рье гига́нтских кра́теров[уточнить] — вулканическое нагорье в Восточной Африке, расположенное на севере Танзании, между озёрами Натрон, Маньяра и Эяси.
Высшая точка нагорья — гора Лулмаласин (3648 м). Нагорье образовано восемью потухшими вулканическими конусами и кратерами обрушения, которые поднимаются над общим лавовым цоколем. Отличительная черта морфологического облика нагорья — огромные размеры кратеров (кальдер), придающие местности исключительное своеобразие («ландшафт лунных цирков»). Крупнейшая кальдера — Нгоронгоро — достигает 22 км в поперечнике; дно её частично занято озером Магади. В растительности преобладают саванны.
В кальдере Нгоронгоро расположен одноимённый биосферный заповедник с разнообразной фауной крупных млекопитающих. Западнее Нгоронгоро находится ущелье Олдувай, получившее всемирную известность благодаря находкам останков доисторического человека.